# 면천 박씨
면천 박씨(沔川朴氏)는 충청남도 당진시 면천면을 본관으로 하는 한국의 성씨이다. 시조는 고려 개국공신 박술희(朴述熙)이다.

## 역사
면천 박씨(沔川 朴氏) 시조 박술희(朴述熙)는 신라말 혜성군(면천군)의 호족이었던 대승(大丞) 박득의(朴得宜)의 아들로태어나 고려 태조 왕건의 의제로 고려개국의 공을 세워 태사삼중대광(太師三重大匡) 면천부원군(沔川府院君)에 봉해졌으므로 후손들이 박술희(朴述熙)를 중시조로 하고 관향을 면천(沔川)으로 삼아 세계를 이어 왔다.

## 본관
면천(沔川)은 충남 당진시에 속해있는 지명으로 본래 백제때에는 혜군 또는 지비라고 부르던 것을 신라 경덕왕이 혜성군(槥城郡)으로 개칭하였고, 조선 태종때 와서 면천군(沔川郡)으로 고쳤으나 1913년 지방행정구역 개편에 따라 당진군에 속한 면천면이 되어 오늘에 이르렀다.

## 분파
면천 박씨(沔川 朴氏)는 박술희 16세손인 박윤장(朴允莊)ㆍ박윤성(朴允成) 형제에 이르러 번성하기 시작하였으며, 박술희 22세손에 이르러 학생공파(學生公派)ㆍ사복공파(司僕公派)ㆍ문온공파(文溫公派)ㆍ학생공여윤파(學生公汝尹派)ㆍ사직공파(司直公派)ㆍ참봉공파(參奉公派)ㆍ학생공여익파(學生公汝益派)ㆍ생원공여괄파(生員公汝适派)ㆍ생원공정파(生員公廷派)ㆍ선무랑공파(宣務郞公派)ㆍ소위공파(昭威公派)ㆍ어모공파(禦侮公派)ㆍ진사공파(進士公派)ㆍ첨추공파(僉樞公派)로 14지파(支派)로 나뉘어 세계(世系)를 이루게 되었다.
| - 학생공파(學生公派) - 박회 - 사복공파(司僕公派) - 박여직 - 문온공파(文溫公派) - 박여룡 - 학생공파(學生公派) - 박여윤 - 사직공파(司直公派) - 박천령 - 참봉공파(參奉公派) - 박여석 - 학생공파(學生公派) - 박여익 | - 생원공파(生員公派) - 박여괄 - 생원공파(生員公派) - 박정 - 선무랑공파(宣務郞公派) - 박예은 - 소위공파(昭威公派) - 박한수 - 어모공파(禦侮公派) - 박한성 - 진사공파(進士公派) - 박운 - 첨추공파(僉樞公派) - 박서윤 |

## 인물
- 박술희 - 고려의 개국공신
- 박인정 - 고려 대장군
- 박대부 - 고려 공부상서를 지냈다.
- 박유 - 조선 판서를 역임하고 청백리에 녹선
- 박삼길 - 조선 연산군 11년에 이조참판으로 임명됨.
- 박여룡[2] - 조선 이조판서
- 박성렬 - 조선 병자호란 때에 창의하여 공을 세웠다.

## 집성촌
- 경기도 옹진군 일원
- 강원도 춘성군 신동면 칠전리, 동면 감정리
- 황해도 벽성군 일원
- 평남 중화군 간동면 내동리

## 인구
- 2015년 면천 박씨 4,328 + 면성 박씨 7,666명 = 11,994명